# Mashonaland Central
Mashonaland Central er en provins i Zimbabwe. Den har et areal på 28.347 km² og en befolkning på 998.265 (2002), noget som udgør 8,5% af befolkningen i Zimbabwe. Bindura er provinsens hovedby. I regntiden 2002/03 blev området hærget af oversvømmelse i lighed med flere andre provinser i Zimbabwe.
Provinsen er opdelt i syv distrikter:
- Bindura
- Centenary
- Guruve
- Mt Darwin
- Rushinga
- Shamva
- Mazowe

17°S 31°Ø / 17°S 31°Ø